# Andreas Böni
Andreas Böni (* 10. August 1982 in Wil SG) ist ein Schweizer Sportjournalist und Medien-Manager. Aktuell ist er Chefredaktor von blue Sport.

## Leben
Andreas Böni begann mit 14 über Regionalfussball zu schreiben. Mit 18 Jahren verpflichtete ihn das Schweizer News-Portal „Blick“ als Freier Mitarbeiter, noch während er die Lateinmatura absolvierte. Mit 21 Jahren besuchte er die Journalistenschule des Ringier-Verlags und volontierte bei «Blick Sport». Von 2004 bis 2008 arbeitete er für SPORT BILD in Hamburg, bevor er als Fussball-Chef zum «Blick» zurückkehrte. Dort übernahm er mit 25 Jahren ein Team mit Mitgliedern im Alter zwischen 37 und 57. Von 2021 bis 2023 war er stellvertretender Chefredaktor beim «Blick», bevor er im September 2023 Chefredaktor bei «blue Sport» wurde.
Am 18. August 2025 erschien sein Buch «Mensch Fussballstar» im Meyer&Meyer Sportverlag in Aachen. Darin geht es um Homophobie, Rassismus, Depressionen, Suizidgedanken. Über 30 Spieler und Funktionäre sprechen darin über Extremsituationen und Tabu-Themen.